# Unione Sportiva Livorno 1970-1971
Questa voce raccoglie le informazioni riguardanti l'Unione Sportiva Livorno nelle competizioni ufficiali della stagione 1970-1971.

## Stagione
Nella stagione 1970-1971 alla guida del Livorno approda l'ennesimo presidente, Renzo Del Ventisette. Armando Picchi se ne va ad allenare la Juventus, ed il neopresidente lo sostituisce con un altro "livornesissimo" Costanzo Balleri, che ha fatto meraviglie in Serie D con il Montevarchi. Fra i volti nuovi troviamo quelli di Giuseppe Unere e di Giovanni Picat Re che prendono il posto di Giuseppe Lorenzetti e di Costantino Fava ceduti alla Lazio. In un campionato cadetto dove si segna poco e dalla classifica cortissima, il Livorno si piazza al quattordicesimo posto. Le soddisfazioni arrivano però dalla Coppa Italia dove battono i Campioni d'Italia del Cagliari e vincono il loro girone, chiudendo la corsa ai quarti, eliminati dal Milan di Nereo Rocco e Gianni Rivera.

## Rosa
| N. |                   | Ruolo | Calciatore          |
| -- | ----------------- | ----- | ------------------- |
|    | Italia (bandiera) | A     | Enrico Albrigi      |
|    | Italia (bandiera) | C     | Claudio Azzali      |
|    | Italia (bandiera) | C     | Roberto Badiani     |
|    | Italia (bandiera) | D     | Bruno Baiardo       |
|    | Italia (bandiera) | C     | Raffaele Battistini |
|    | Italia (bandiera) | P     | Renato Bellinelli   |
|    | Italia (bandiera) | D     | Novilio Bruschini   |
|    | Italia (bandiera) | D     | Vittorio Calvani    |
|    | Italia (bandiera) | D     | Eros Chesi          |
|    | Italia (bandiera) | C     | Ivo Chiapponi       |
|    | Italia (bandiera) | A     | Vinicio Ciacci      |
|    | Italia (bandiera) | A     | Alberto Corucci     |
|    | Italia (bandiera) | P     | Roberto Gori        |

| N. |                   | Ruolo | Calciatore         |
| -- | ----------------- | ----- | ------------------ |
|    | Italia (bandiera) | A     | Ulisse Gualtieri   |
|    | Italia (bandiera) | C     | Luciano Livi       |
|    | Italia (bandiera) | D     | Piero Maggini      |
|    | Italia (bandiera) | D     | Luigi Martini      |
|    | Italia (bandiera) | A     | Silvio Monti       |
|    | Italia (bandiera) | C     | Mario Pandolfi     |
|    | Italia (bandiera) | C     | Flavio Parola      |
|    | Italia (bandiera) | A     | Giovanni Picat Re  |
|    | Italia (bandiera) | A     | Bruno Santon       |
|    | Italia (bandiera) | D     | Giuseppe Unere     |
|    | Italia (bandiera) | C     | Luciano Zanardello |
|    | Italia (bandiera) | C     | Zino Zani          |

## Risultati

### Serie B

#### Girone di andata
| Arbitro: | Menegali (Roma) |

|                          |           |  |
| Picat Re 45’ Martini 47’ | Marcatori |  |

| Arbitro: | Monti (Ancona) |

|                    |           |  |
| Baiardo 27’ (rig.) | Marcatori |  |

| Arbitro: | Panzino (Catanzaro) |

|             |           |            |
| Badiani 13’ | Marcatori | 46’ Scorsa |

| Arbitro: | Gialluisi (Barletta) |

|                              |           |  |
| Sacco 20’ Calvani 89’ (aut.) | Marcatori |  |

| Arbitro: | Trinchieri (Reggio Emilia) |

|                    |           |  |
| Corucci 26’ (rig.) | Marcatori |  |

| Arbitro: | Bernardis (Roma) |

|          |           |           |
| Troja 8’ | Marcatori | 88’ Unere |

| Arbitro: | Lazzaroni (Milano) |

|  |           |           |
|  | Marcatori | 10’ Urban |

| Arbitro: | Michelotti (Parma) |

|  |           |             |
|  | Marcatori | 64’ Baiardo |

| Livorno 15 novembre 1970 9ª giornata | Livorno            | 0 – 0 | Pisa | Stadio Comunale\| Arbitro: \| Carminati (Milano) \| |
| Arbitro:                             | Carminati (Milano) |       |      |                                                     |

| Arbitro: | Beretta (Milano) |

|                          |           |             |
| Cominato 60’ Vezzoso 86’ | Marcatori | 67’ Baiardo |

| Arbitro: | Stagnoli (Bologna) |

|              |           |  |
| Picat Re 79’ | Marcatori |  |

| Arbitro: | Campanini (Finale Emilia) |

|                   |           |             |
| De Paoli 20’, 78’ | Marcatori | 16’ Baiardo |

| Livorno 13 dicembre 1970 13ª giornata | Livorno             | 0 – 0 | Mantova | Stadio Comunale\| Arbitro: \| Panzino (Catanzaro) \| |
| Arbitro:                              | Panzino (Catanzaro) |       |         |                                                      |

| Arbitro: | Monti (Ancona) |

|                      |           |  |
| Azzali II 82’ (aut.) | Marcatori |  |

| Livorno 27 dicembre 1970 15ª giornata | Livorno     | 0 – 0 | Modena | Stadio Comunale\| Arbitro: \| Calì (Roma) \| |
| Arbitro:                              | Calì (Roma) |       |        |                                              |

| Arbitro: | Porcelli (Lodi) |

|  |           |                    |
|  | Marcatori | 66’ (aut.) Fontana |

| Arbitro: | Cantelli (Firenze) |

|               |           |  |
| Gualtieri 19’ | Marcatori |  |

| Arbitro: | Motta (Monza) |

|                       |           |           |
| Mammì 11’ Banelli 67’ | Marcatori | 16’ Unere |

| Arbitro: | Casarin (Milano) |

|  |           |            |
|  | Marcatori | 43’ Tonoli |

#### Girone di ritorno
| Arbitro: | Calì (Roma) |

|             |           |  |
| Pozzato 83’ | Marcatori |  |

| Arbitro: | Barbaresco (Cormons) |

|             |           |  |
| Facchin 15’ | Marcatori |  |

| Arbitro: | Motta (Monza) |

|              |           |             |
| Listanti 52’ | Marcatori | 12’ Badiani |

| Livorno 28 febbraio 1971 23ª giornata | Livorno          | 0 – 0 | Atalanta | Stadio Comunale\| Arbitro: \| Bernardis (Roma) \| |
| Arbitro:                              | Bernardis (Roma) |       |          |                                                   |

| Arbitro: | Menegali (Roma) |

|                   |           |              |
| Vivian 49’ (rig.) | Marcatori | 44’ Picat Re |

| Livorno 14 marzo 1971 25ª giornata | Livorno         | 0 – 0 | Palermo | Stadio Comunale\| Arbitro: \| Canova (Milano) \| |
| Arbitro:                           | Canova (Milano) |       |         |                                                  |

| Perugia 21 marzo 1971 26ª giornata | Perugia                       | 0 – 0 | Livorno | Stadio Santa Giuliana\| Arbitro: \| Mascali (Desenzano del Garda) \| |
| Arbitro:                           | Mascali (Desenzano del Garda) |       |         |                                                                      |

| Arbitro: | Calì (Roma) |

|          |           |             |
| Zani 57’ | Marcatori | 56’ Morelli |

| Pisa 4 aprile 1971 28ª giornata | Pisa               | 0 – 0 | Livorno | Stadio Arena Garibaldi\| Arbitro: \| Michelotti (Parma) \| |
| Arbitro:                        | Michelotti (Parma) |       |         |                                                            |

| Arbitro: | Bianchi (Firenze) |

|          |           |  |
| Zani 21’ | Marcatori |  |

| Arbitro: | Campanini (Finale Emilia) |

|  |           |            |
|  | Marcatori | 4’ Badiani |

| Livorno 25 aprile 1971 31ª giornata | Livorno           | 0 – 0 | Brescia | Stadio Comunale\| Arbitro: \| Toselli (Cormons) \| |
| Arbitro:                            | Toselli (Cormons) |       |         |                                                    |

| Arbitro: | Moretto (San Donà di Piave) |

|                                  |           |             |
| Ossola 5’ Blasig 44’ Panizza 87’ | Marcatori | 89’ Badiani |

| Arbitro: | Mascali (Desenzano del Garda) |

|                         |           |  |
| Badiani 24’ Baiardo 35’ | Marcatori |  |

| Modena 16 maggio 1971 34ª giornata | Modena             | 0 – 0 | Livorno | Stadio Comunale\| Arbitro: \| Pesciarelli (Roma) \| |
| Arbitro:                           | Pesciarelli (Roma) |       |         |                                                     |

| Livorno 23 maggio 1971 35ª giornata | Livorno                | 0 – 0 | Ternana | Stadio Comunale\| Arbitro: \| Martinelli (Catanzaro) \| |
| Arbitro:                            | Martinelli (Catanzaro) |       |         |                                                         |

| Massa 30 maggio 1971 36ª giornata | Massese       | 0 – 0 | Livorno | Stadio degli Oliveti\| Arbitro: \| Prati (Parma) \| |
| Arbitro:                          | Prati (Parma) |       |         |                                                     |

| Arbitro: | Carminati (Milano) |

|  |           |           |
|  | Marcatori | 88’ Braca |

| Arbitro: | Motta (Monza) |

|                             |           |  |
| Marmo 46’ Cané 62’ Fara 80’ | Marcatori |  |

### Coppa Italia
| Arbitro: | Gussoni (Tradate) |

|                       |           |  |
| Unere 80’ Martini 89’ | Marcatori |  |

| Livorno 6 settembre 1970 2ª giornata | Livorno            | 0 – 0 | Massese | Stadio Comunale\| Arbitro: \| Reggiani (Bologna) \| |
| Arbitro:                             | Reggiani (Bologna) |       |         |                                                     |

| Arbitro: | Toselli (Cormons) |

|  |           |              |
|  | Marcatori | 40’ Picat Re |

| Arbitro: | Lattanzi (Roma) |

|                                      |           |  |
| Martini 12’ (aut.) Rivera 52’ (rig.) | Marcatori |  |

| Arbitro: | Monti (Ancona) |

|  |           |                                       |
|  | Marcatori | 3’ Benetti 35’, 61’ Rivera 73’ Combin |

## Statistiche

### Statistiche di squadra
| Competizione | Punti | In casa | In casa | In casa | In casa | In casa | In casa | In trasferta | In trasferta | In trasferta | In trasferta | In trasferta | In trasferta | Totale | Totale | Totale | Totale | Totale | Totale | DR |
| Competizione | Punti | G       | V       | N       | P       | Gf      | Gs      | G            | V            | N            | P            | Gf           | Gs           | G      | V      | N      | P      | Gf     | Gs     | DR |
| ------------ | ----- | ------- | ------- | ------- | ------- | ------- | ------- | ------------ | ------------ | ------------ | ------------ | ------------ | ------------ | ------ | ------ | ------ | ------ | ------ | ------ | -- |
| Serie B      | 36    | 19      | 7       | 9       | 3       | 11      | 5       | 19           | 3            | 7            | 9            | 10           | 20           | 38     | 10     | 16     | 12     | 21     | 25     | -4 |
| Coppa Italia |       | 3       | 1       | 1       | 1       | 2       | 4       | 2            | 1            | 0            | 1            | 1            | 2            | 5      | 2      | 1      | 2      | 3      | 6      | -3 |
| Totale       |       | 22      | 8       | 10      | 4       | 13      | 9       | 21           | 4            | 7            | 10           | 11           | 22           | 43     | 12     | 17     | 14     | 24     | 31     | -7 |

### Statistiche dei giocatori
| Giocatore     | Serie B  | Serie B | Coppa Italia | Coppa Italia | Totale   | Totale |
| Giocatore     | Presenze | Reti    | Presenze     | Reti         | Presenze | Reti   |
| ------------- | -------- | ------- | ------------ | ------------ | -------- | ------ |
| E. Albrigi    | 16       | 0       | 5            | 0            | 21       | 0      |
| C. Azzali     | 9        | 0       | 3            | 0            | 12       | 0      |
| R. Badiani    | 30       | 5       | 3            | 0            | 33       | 5      |
| B. Baiardo    | 31       | 5       | 5            | 0            | 36       | 5      |
| R. Battistini | 12       | 0       | 4            | 0            | 16       | 0      |
| R. Bellinelli | 10       | -7      | 2            | -6           | 12       | -13    |
| N. Bruschini  | 36       | 0       | 5            | 0            | 41       | 0      |
| V. Calvani    | 31       | 0       | 2            | 0            | 33       | 0      |
| E. Chesi      | 8        | 0       | -            | -            | 8        | 0      |
| I. Chiapponi  | 2        | 0       | -            | -            | 2        | 0      |
| V. Ciacci     | 9        | 0       | -            | -            | 9        | 0      |
| A. Corucci    | 10       | 1       | 1            | 0            | 11       | 1      |
| R. Gori       | 30       | -18     | 3            | 0            | 33       | -18    |
| U. Gualtieri  | 24       | 1       | 4            | 0            | 28       | 1      |
| L. Livi       | 1        | 0       | -            | -            | 1        | 0      |
| P. Maggini    | 29       | 0       | 1            | 0            | 30       | 0      |
| L. Martini    | 28       | 1       | 5            | 1            | 33       | 2      |
| S. Monti      | 2        | 0       | -            | -            | 2        | 0      |
| M. Pandolfi   | 6        | 0       | 3            | 0            | 9        | 0      |
| F. Parola     | 16       | 0       | -            | -            | 16       | 0      |
| G. Picat Re   | 33       | 3       | 3            | 1            | 36       | 4      |
| B. Santon     | 3        | 0       | 3            | 0            | 6        | 0      |
| G. Unere      | 31       | 2       | 4            | 1            | 35       | 3      |
| L. Zanardello | 19       | 0       | 3            | 0            | 22       | 0      |
| Z. Zani       | 29       | 2       | 5            | 0            | 34       | 2      |